# José Santos Arévalo (Buenos Aires)
José Santos Arévalo es un paraje rural del Partido de Lobos, Provincia de Buenos Aires, Argentina, situado 13 km al oeste de la localidad cabecera.

## Población
Durante los censos nacionales del INDEC de 2001 y 2010 fue considerada como población rural dispersa.